# She Drives Me Crazy
«She Drives Me Crazy» —en español: Ella me vuelve loco— es una canción grabada por el grupo inglés Fine Young Cannibals, incluido en su álbum de 1988 llamado The Raw & The Cooked. La canción alcanzó el número 5 en las listas británicas en enero de 1989 (fue lanzada el día de año nuevo) antes de alcanzar el número 1 en el Billboard Hot 100 de los Estados Unidos. el 15 de abril de 1989. "She Drives Me Crazy" también lideró las listas en Australia, Canadá, España y el Billboard Hot Dance Club Songs. También alcanzó el top 3 en los Top 40 de Alemania y de Holanda.

## Grabación
El sonido "pop" del redoblante fue creado grabando por separado la parte del redoblante. Un parlante fue situado arriba del redoblante y un micrófono abajo. La grabación original del redoblante fue reproducida a través del parlante y luego fue regrabada.

## Relanzamiento
La canción fue relanzada en 1997 en el álbum compilatorio de Fine Young Cannibals, llamado The Finest. Incluyó un remix hecho por Roger Sánchez, así como también remixes de Mousse T de la canción "Johnny Come Home". El sencillo alcanzó el puesto 36 en el UK Singles Chart.

## Video musical
Dos videos musicales fueron producidos para la canción, uno por Philippe Decouflé y uno por Pedro Romhanyi. Similar al único otro video que produjo Decouflé (True Faith, de New Order), su versión incluye una extensa coreografía y artistas en disfraces inusuales, incluyendo dos bailarines idénticos con trajes de colores completamente diferentes, como así también una persona con un televisor en su cabeza. Esta versión recibió varias nominaciones para los MTV Video Music Awards de 1989, incluyendo la de mejor video.

## Listado de canciones
Sencillo 7"
1. «She Drives Me Crazy» – 3:35
2. «Pull the Sucker Off» – 3:34

12" maxisencillo
1. «She Drives Me Crazy» – 7:05
2. «Pull the Sucker Off» – 3:34

CD maxisencillo
1. «She Drives Me Crazy» - 3:38
2. «Pull the Sucker Off» - 3:37
3. «Tired of Getting Pushed Around» (The Mayhem Rhythm Remix) - 6:37

CD maxi (Relanzamiento de 1997)
1. «She Drives Me Crazy» (Original 7") - 3:36
2. «She Drives Me Crazy» (Roger Sánchez Radio Edit) - 3:33
3. «Johnny Come Home» (Mousse T. Edit) - 4:06
4. «Johnny Come Home» (Mousse T. Cocktail Mix) - 4:13

## Certificaciones
| País     | Certificación | Fecha                | Ventas certificadas |
| -------- | ------------- | -------------------- | ------------------- |
| Canadá   | Oro           | 28 de junio de 1989  | 50 000              |
| Alemania | Oro           | 1989                 | 250 000             |
| Suecia   | Oro           | 1 de febrero de 1990 | 10 000              |
| EE. UU.  | Oro           | 18 de abril de 1989  | 500 000             |

## Otras versiones, parodias, y uso en los medios
La banda inglesa de synthpop The Good Natured lanzó una versión de "She Drives Me Crazy" en su EP de 2013, junto a su canción "5-Ht".
Kermit the Frog y Miss Piggy grabaron una versión como la pista inicial del álbum de 1994 Kermit Unpigged, de The Muppets. Un video musical, contando con apariciones de varias celebridades, fue lanzado para promocionar el álbum.
The Flying Pickets grabaron una versión a capela para su álbum The Original Flying Pickets: Volume 1 de 1994.
El excantante de Cantopop Yvonne Lau Man-Kuen lanzó una versión basada en esta canción llamada "The Grey Art Gallery" en 1990.
Los Fine Young Camels cantaron "C Drives Me Crazy" ("La C me vuelve loco"), una parodia de Plaza Sésamo de la canción. Un camello Muppet en el Desierto de Mojave (con voz de Paul Jacobs) canta acerca de cuánto él ama la letra C y las cosas que empiezan con C. El camello es acompañado por dos Anything Muppets masculinos vestidos como Beduinos. Una galleta Muppet y un gato Muppet también cantan y bailan. El número cuenta con una introducción de Jerry Nelson, donde constata que este es su más grande y su único éxito.
El comediante estadounidense Arsenio Hall, bajo el pseudónimo de "Chunky A", grabó una parodia de esta canción, llamada "Ho is Lazy."  Aparece en el álbum de 1989 llamado Large and In Charge.
"Weird Al" Yankovic parodió esta canción como "She Drives Like Crazy" para su álbum de banda sonora UHF - Original Motion Picture Soundtrack and Other Stuff.
Electric Six grabó una versión como parte de la campaña Absolute Treasure de Kickstarter. La versión fue posteriormente lanzada en línea.
Aesthetic Perfection lanzó una versión de la canción en el sencillo "A Nice Place To Destroy" de 2012.
El show televisivo de Fox The Last Man on Earth presenta la canción en un episodio de la temporada 1, también llamado "She Drives Me Crazy", cuando dos de los personajes principales, Todd y Melissa, están haciendo el amor.